# Агава окрашенная
Агава окрашенная (лат. Agave colorata) — вид суккулента, относящийся к роду Агава, семейства Агавовые.

## Морфология
Листья синеватого оттенка, зубчатые, широкие, формируют свободную розетку диаметром до 1,2 м.

## Размножение
Семенами и боковыми побегами.

## Природный ареал
Мексика